# Voh

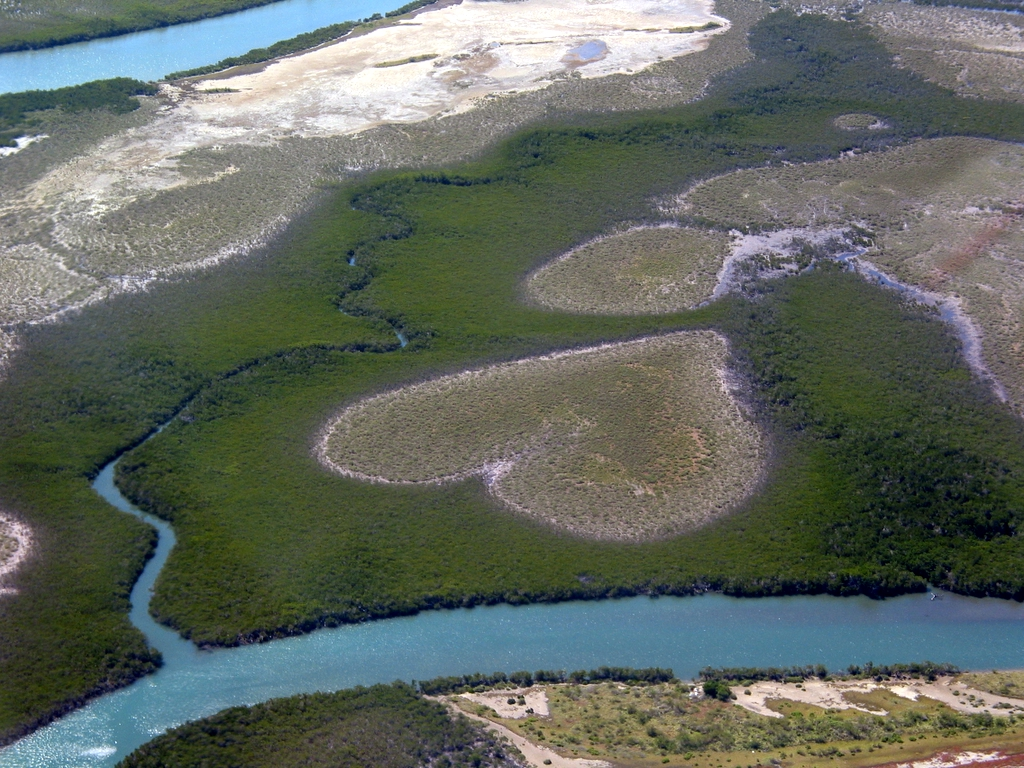
Vista de Voh

Voh é uma comuna na província do Norte da Nova Caledónia, um território ultramarino da França no Oceano Pacífico. 
Voh tornou-se famosa pela fotografia aérea conhecido como O Coração de Voh (em inglês: Heart of Voh), uma grande formação de vegetação que lembra um coração visto de cima. O fotógrafo Yann Arthus-Bertrand (quem tirou a foto) contribuiu para sua popularidade, usando a foto do "coração", na capa de seus livros: A Terra Vista do Céu (The Earth from the Air) e A Terra Vista de Cima (Earth from Above).